# Gianni Brunoro
Gianni Brunoro (San Pietro Viminario, 2 gennaio 1936) è un critico letterario italiano specializzato nel fumetto.

## Biografia
A partire dalla metà degli anni Sessanta ha preso parte a tutte le più importanti iniziative legate prima alla nascita e poi allo sviluppo e al consolidamento della critica fumettistica in Italia, mostrandosi attivissimo su più fronti. Ha scritto centinaia di articoli e prefazioni e almeno tre libri importanti: Corto come un romanzo, Quel fantastico mondo e Un editore, la nuova avventura.